# Grazay
Grazay ist eine französische Gemeinde mit 626 Einwohnern (Stand: 1. Januar 2022) im Département Mayenne in der Region Pays de la Loire. Sie gehört zum Arrondissement Mayenne und zum Kanton Lassay-les-Châteaux. Die Einwohner werden Grazéens genannt.

## Geographie
Grazay liegt etwa 31 Kilometer nordnordöstlich von Laval. Umgeben wird Grazay von den Nachbargemeinden Marcillé-la-Ville im Norden, La Chapelle-au-Riboul im Osten und Nordosten, Hambers im Osten und Südosten, Jublains im Süden sowie Aron im Westen.

## Bevölkerungsentwicklung
| Jahr                       | 1962 | 1968 | 1975 | 1982 | 1990 | 1999 | 2006 | 2019 |
| Einwohner                  | 606  | 520  | 473  | 465  | 469  | 494  | 577  | 621  |
| Quellen: Cassini und INSEE |      |      |      |      |      |      |      |      |

## Sehenswürdigkeiten
- Kirche Notre-Dame-de-l'Assomption aus dem 19. Jahrhundert
- Kapelle Saint-Denis aus dem 12. Jahrhundert
- Schloss La Cour
- Schloss La Roche
- Herrenhaus von Le Bois aus dem 16. Jahrhundert, Monument historique

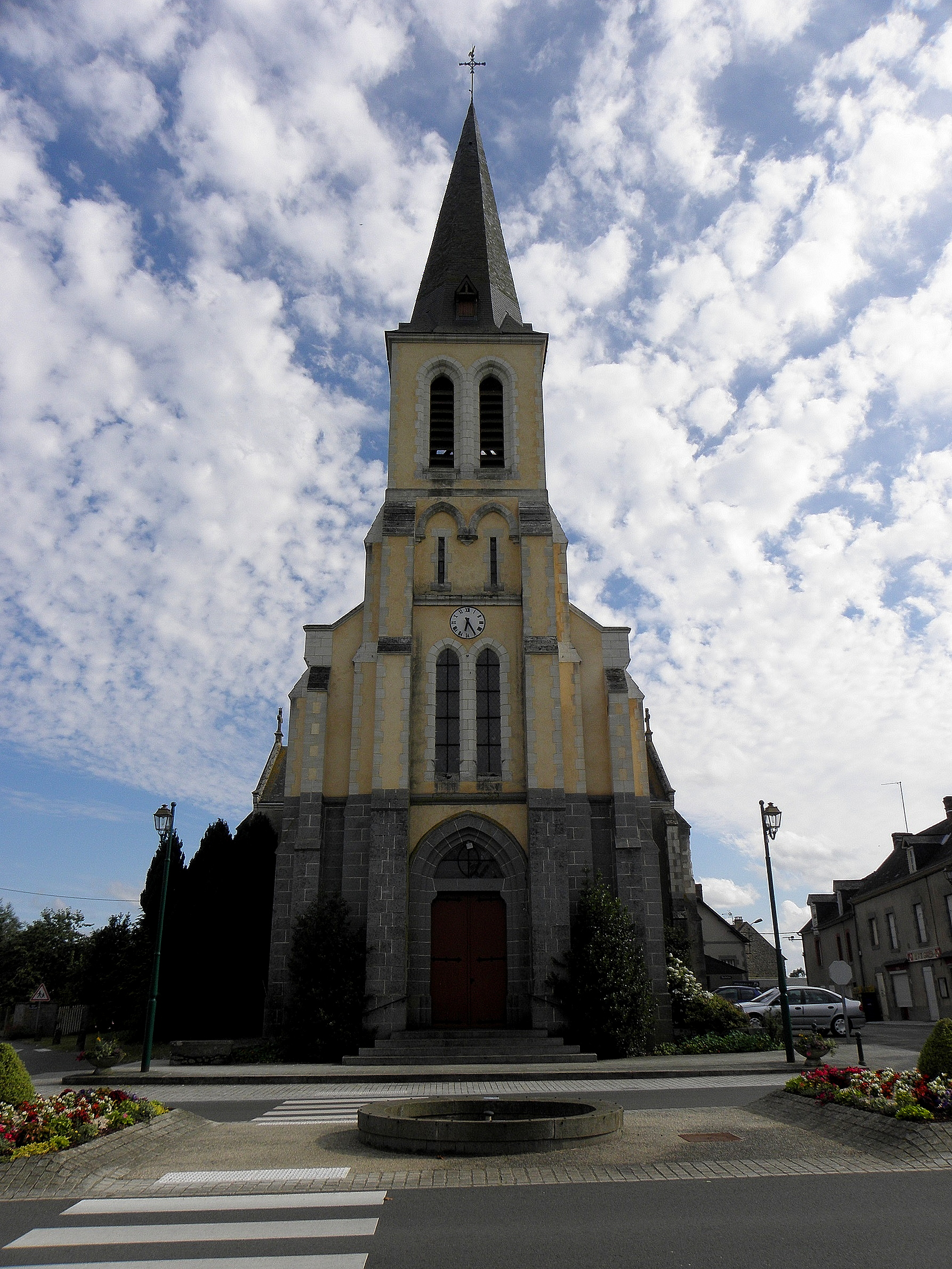
Kirche Notre-Dame-de-l'Assomption
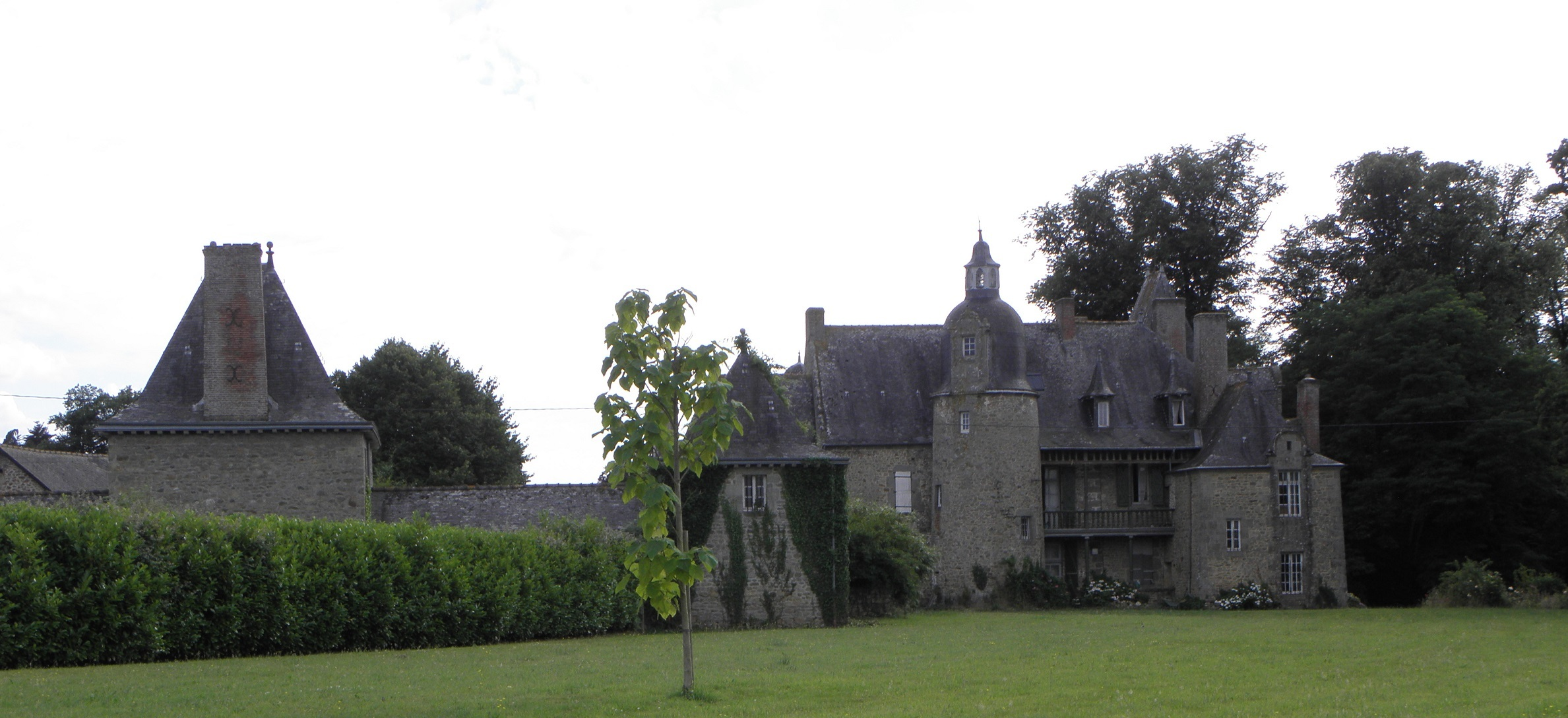
Schloss La Cour
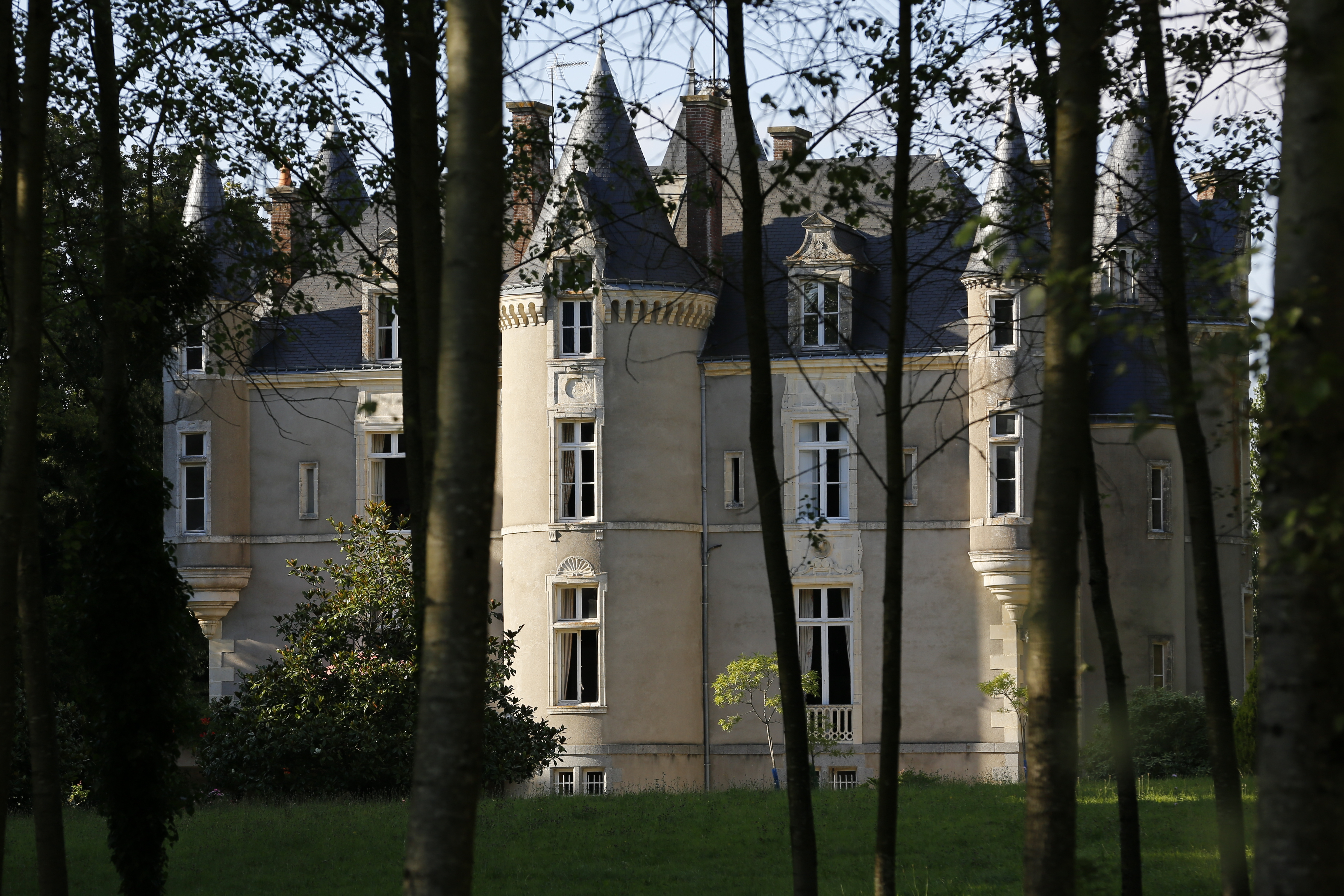
Herrenhaus Le Bois